# Kotxerguinó (Krasnoiarsk)
Kotxerguinó (en rus: Кочергино) és un poble del krai de Krasnoiarsk, a Rússia, que en el cens del 2010 tenia 888 habitants. Pertany al districte de Kuràguino.